# 古城台街道
古城台街道，是中华人民共和国青海省西宁市城西区下辖的一个乡镇级行政单位。

## 行政区划
古城台街道下辖以下地区：
学院巷社区、青年巷社区、昆东社区和昆西社区。